# Číž
Číž este o comună slovacă, aflată în districtul Rimavská Sobota din regiunea Banská Bystrica. Localitatea se află la altitudinea de 170 m deasupra n.m., se întinde pe o suprafață de 6,14 km2 și în 2017 număra 644 de locuitori. Se învecinează cu Chanava și Zádor.

## Istoric
Localitatea Číž este atestată documentar din 1274.

## Demografie
| An:                | 1994 | 2004   | 2014   | 2024   |
| ------------------ | ---- | ------ | ------ | ------ |
| Număr de persoane: | 682  | 707    | 669    | 683    |
| Diferență:         |      | +3,66% | −5,37% | +2,09% |

| An:                | 2023 | 2024   |
| ------------------ | ---- | ------ |
| Număr de persoane: | 682  | 683    |
| Diferență:         |      | +0,14% |